# Eurystigma clavatum
Eurystigma clavatum là một loài thực vật có hoa trong họ Phiên hạnh. Loài này được (L.Bolus) L.Bolus mô tả khoa học đầu tiên năm 1930.